# Ribagorça (comarca històrica)
La Ribagorça (Ribagòrça en occità, Rives Gorces en francès i Ribagorza en aragonès i castellà) és una comarca natural i històrica, la part meridional del comtat de Ribagorça. Comprèn la Vall de l'Isàvena (la Pobla de Roda, Roda d'Isàvena, Serradui, Güel, la Vall de Lierp, Tor-la-ribera, Monesma i Queixigar, Castigaleu i Beranui) i el Benavarrès (Llaguarres, Lasquarri, Estopanyà, Viacamp i Lliterà, Tolba i Benavarri).
La capital històrica de la Ribagorça és la vila de Benavarri. Comprèn un total de nou municipis i cinc antics municipis: la Pobla de Roda, Roda d'Isàvena i Serradui (dins del municipi de l'Isàvena), Güel (actualment annexat a Graus) i Llaguarres (ara pertanyent a Capella). Per raons lingüístiques, hi ha qui hi inclou encara dins la comarca un sector de l'antic terme de Merli (el que ara pertany a Isàvena) que, quan va desaparèixer, es va migpartir entre el municipi ribagorçà de la Pobla de Roda i el de Foradada de Toscar (nuclis de Vacamorta i Espluga), i Torres del Bisbe i Jusseu (que quedaren sota jurisdicció grausina).
| Municipi            | Població | Superfície (km²) | Densitat (hab/km²) |
| ------------------- | -------- | ---------------- | ------------------ |
| la Vall de Lierp    | 65       | 32,41            | 2,01               |
| la Pobla de Roda    | 176      | 29,7             | 5,93               |
| Roda d'Isàvena      | 47       | 29,7             | 1,58               |
| Serradui            | 56       | 29,7             | 1,89               |
| Güel                | 46       | 50               | 0,92               |
| Llaguarres          | 141      | 30,7             | 4,59               |
| Benavarri           | 1177     | 157,14           | 7,49               |
| Lasquarri           | 157      | 31,9             | 4,92               |
| Estopanyà           | 177      | 88,7             | 2                  |
| Viacamp i Lliterà   | 48       | 107,7            | 0,45               |
| Tolba               | 180      | 59,14            | 3,04               |
| Castigaleu          | 119      | 26,5             | 4,49               |
| Monesma i Queixigar | 106      | 62,6             | 1,69               |
| Beranui             | 106      | 64               | 1,66               |
| Tor-la-ribera       | 110      | 32               | 3,44               |
| Totals              | 2711     | 831'89           | 3'26               |

## Geografia
Actualment, la Ribagorça es troba íntegrament sota l'administració aragonesa. Geogràficament comprèn el sector ponentí dels Pirineus catalans, entre les Serres Interiors (N) i les Serres Exteriors (S). Les Serres Interiors tallen les principals conques fluvials de la comarca (l'Éssera, l'Isàvena i la Noguera Ribagorçana), i divideixen la Ribagorça en dues subcomarques: la vall de l'Isàvena, centrada a la Pobla de Roda, i el Benavarrès, amb cap a Benavarri. Comprèn la conca mitjana de l'Isàvena, la vall del Riu Guart i el sector O de la Noguera Ribagorçana.

## Clima
L'extrema accidentalitat de tota la comarca fa que hi hagi una gran varietat climàtica. Al nord hi ha un predomini dels climes mediterranis extrems caracteritzats per hiverns molts freds i per estius molt calorosos. Per contra, als sectors més meridionals, marcats per climes mediterranis de transició, l'aridesa pot arribar a ser extrema. La vegetació reflecteix aquesta diversitat climàtica i comprèn des dels boscos i prats alpins de les altes muntanyes als alzinars propis de la Ribagorça (en bona part substituïts per pins).

## Evolució comarcal
L'evolució comarcal, econòmicament molt depressiva, s'ha vist afectada especialment, per la manca de nuclis aglutinadors, pel despoblament accelerat i pel predomini d'un sector primari amb escasses perspectives. La conjunció d'aquests factors ha fet de la Ribagorça una comarca poc cohesionada internament i amb una dinàmica econòmica molt negativa. El 51% de la població es dedica al sector primari amb considerables diferències segons els indrets. Hi predomina el conreu de la terra (especialment cereals) que tendeix a combinar-se amb la ramaderia (oví i porcí). La indústria (9% dels actius) és gairebé inexistent a la comarca. Les iniciatives són molt aïllades i només té una certa força l'aprofitament hidroelèctric, concentrat a les conques de la Noguera Ribagorçana i de l'Éssera. Pel que fa al sector terciari, no cal esmentar-ne res, ja que no n'hi ha; les activitats comercials són escasses. Dins de la comarca, només Benavarri té un cert pes, que queda molt apagat per la notable influència del Pont de Suert, Benasc, Castilló de Sos i Graus.

## Accés
Les vies de comunicació principals són la N-340, de Tortosa a Banyeres, que segueix el curs de la Noguera Ribagorçana, i la que va de Castilló de Sos a Graus, seguint el curs de l'Éssera.

## Demografia

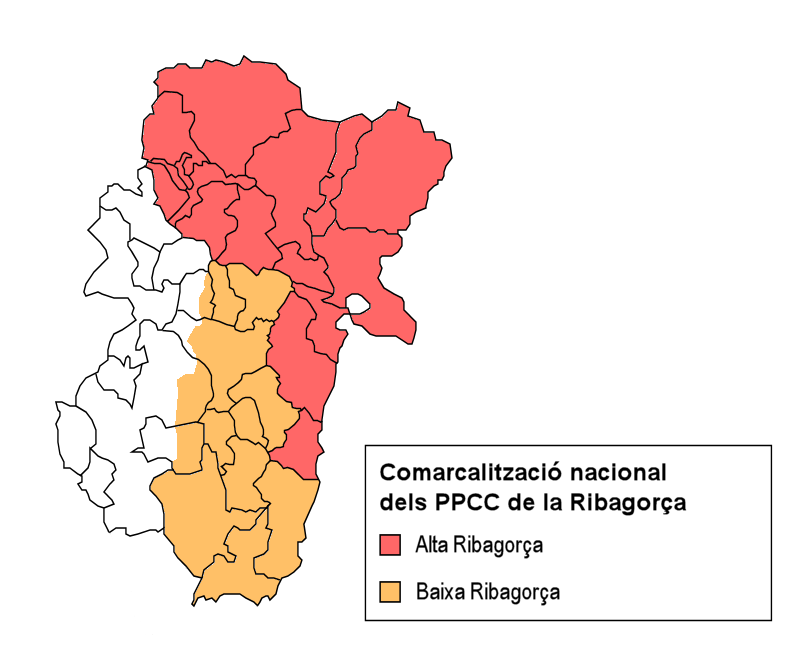
En taronja, el territori de la Ribagorça

La despoblació ha estat constant a la comarca. El 1991 hi havia un total de 6473 habitants, dada que contrasta amb els 17501 habitants censats el 1930. Els períodes més greus de despoblament s'han esdevingut d'ençà 1965, acabades les grans construccions hidràuliques, i han originat una població molt envellida. Els nuclis més poblats són Tolba i Benavarri. Tots dos superen el centenar però la seva evolució és ben dispar. Benavarri perd població de forma accelerada, mentre que Tolba, amb 180 habitants, en perd de forma vertiginosa.

## Història
La Ribagorça va ser poblada originàriament per població bascoide, que va conservar la seva personalitat, i en una bona part la seva llengua, durant el primer mil·lenni de l'era cristiana; va ser també de lenta cristianització a causa de l'aïllament respecte als territoris veïns. Després de l'ocupació del territori pels sarraïns, els comtes de Tolosa, com una iniciativa particular, van conquerir la part septentrional del país juntament amb les altes valls pallareses al principi del segle IX i van crear així el comtat de Ribagorça.

## Curiositats

### Límits occidentals
El límit occidental de la Ribagorça és l'actual límit lingüístic entre el català i l'espanyol.

### Divisió aragonesa del 2002
El 2002 el govern d'Aragó va aprovar una nova divisió comarcal que, amb el nom de Ribagorça, agrupava els municipis de l'Alta Ribagorça (sense la Vall del Pont) i de la Ribagorça, a més d'alguns municipis aragonesos hispanòfons.

### Imatges de la comarca de la Ribagorça

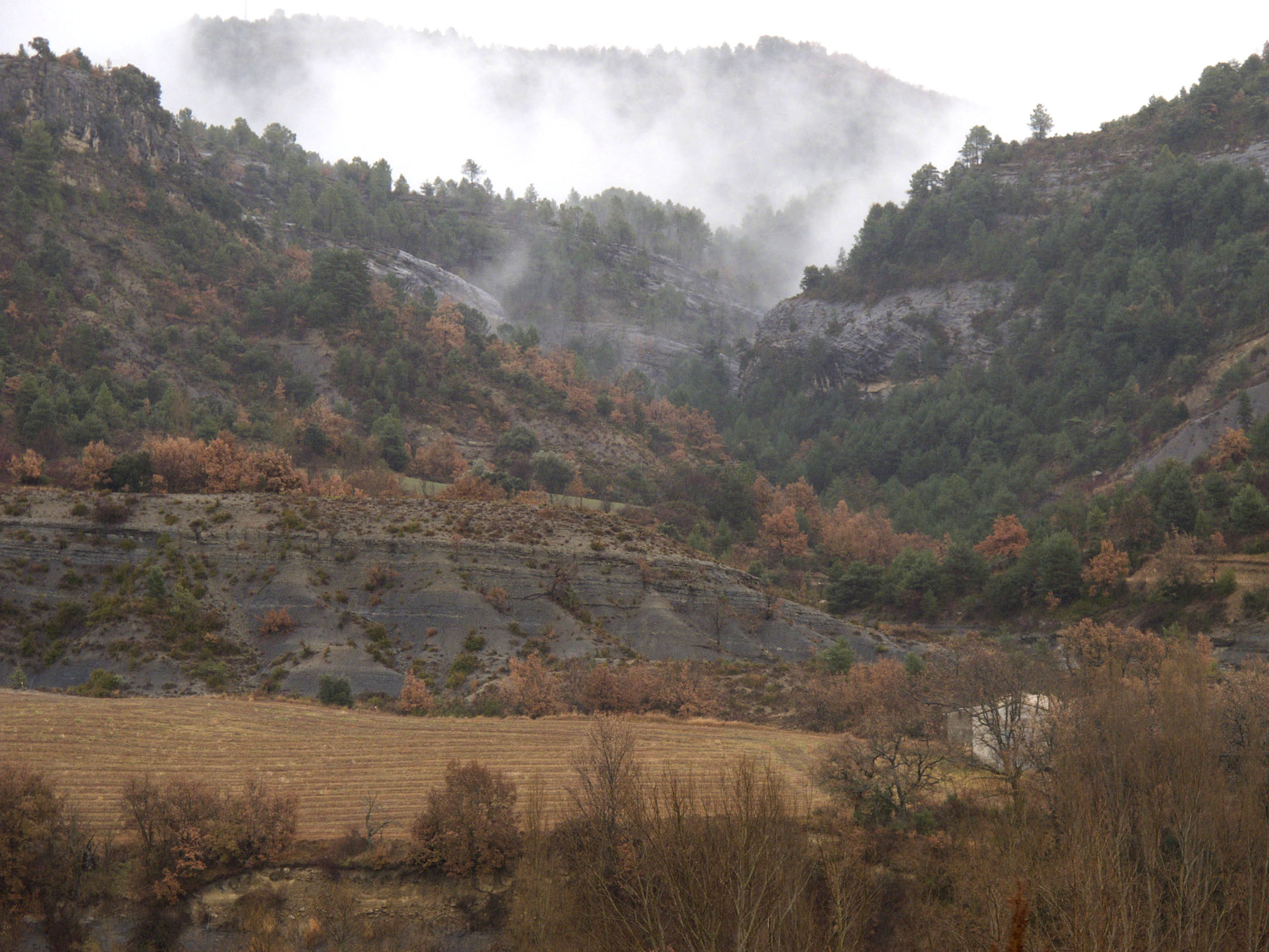
Vall de l'Isàvena (Ribagorça): vessant per on transcorre la Variant GR 18.1 pel curs mitjà del riu Isàvena.
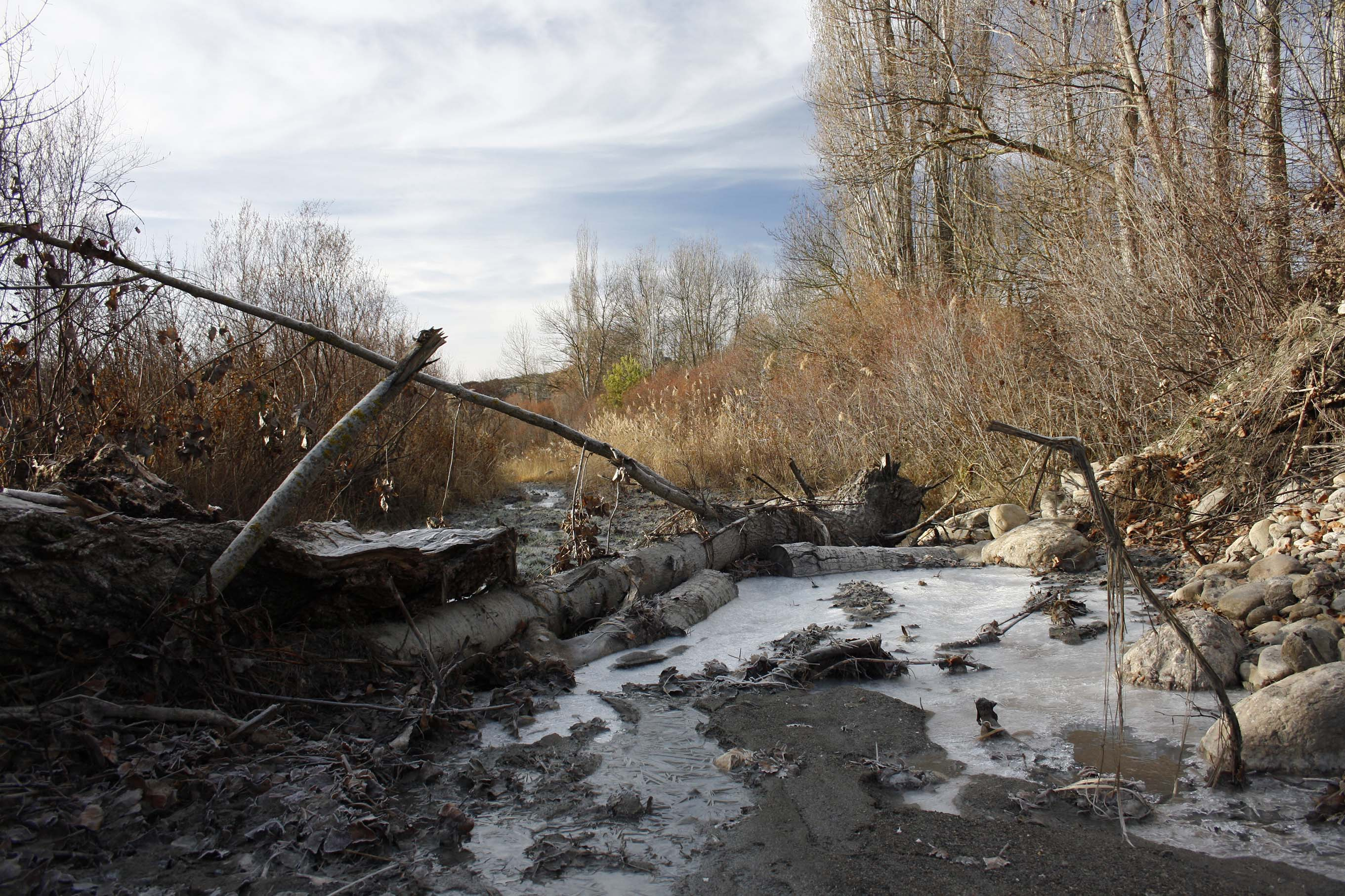
Vegetació en el curs mitjà del riu Isàvena.
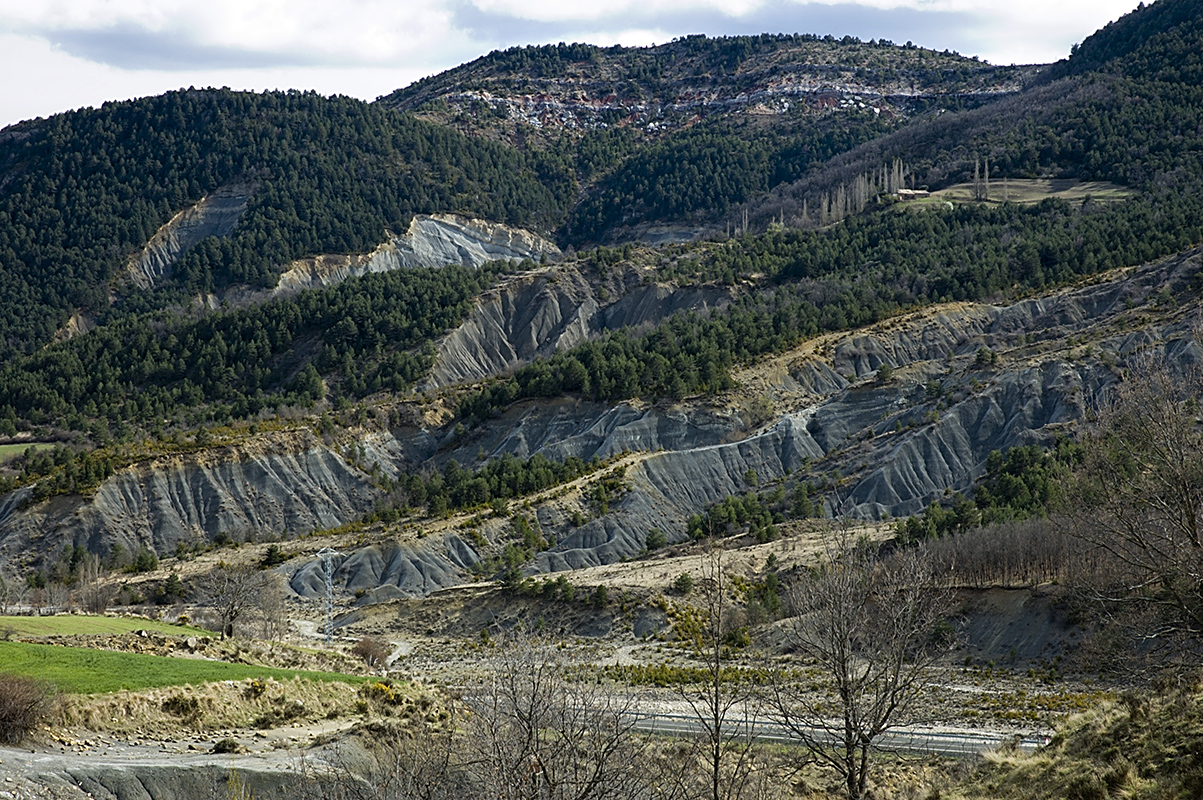
Margues a l'obaga de la Serra del Jordal, sota La Quadreta i al nord-est de la Penya de Rin de la Carrasca (Prepirineus)